# Campionati svedesi di sci alpino 1994
Ai Campionati svedesi di sci alpino 1994 furono assegnati i titoli di discesa libera, supergigante, slalom gigante, slalom speciale e combinata, sia maschili sia femminili.
Trattandosi di competizioni valide anche ai fini del punteggio FIS, vi parteciparono anche sciatori di altre federazioni, senza che questo consentisse loro di concorrere al titolo nazionale svedese.

## Risultati
| Specialità      | Uomini         | Donne              |
| --------------- | -------------- | ------------------ |
| Discesa libera  | Patrik Järbyn  | Martina Fortkord   |
| Supergigante    | Patrik Järbyn  | Martina Fortkord   |
| Slalom gigante  | Fredrik Nyberg | Ylva Nowén         |
| Slalom speciale | Mats Ericson   | Kristina Andersson |
| Combinata       | Niklas Nilsson | Linda Ydeskog      |